# 2,2-Dimetilciclopentil metilfosfonofluoridato
2,2-Dimetilciclopentil metilfosfonofluoridato é um organofosforado, é um composto formulado em C8H16FO2P.